# Teenage Mutant Ninja Turtles III: The Manhattan Project
Teenage Mutant Ninja Turtles III: The Manhattan Project — третья видеоигра по мультсериалу «Черепашки-ниндзя», разработанная для Nintendo Entertainment System, и изданная в Японии в 1991 году и в Северной Америке в 1992 году. Игра имеет геймплей, схожий с предыдущей игрой серии, Teenage Mutant Ninja Turtles II: The Arcade Game, но является полностью оригинальной игрой без версии для аркадных автоматов.

## Сюжет
Черепашки наслаждаются отпуском в городке Ки-Уэст в Флориде и смотрят телевизионные новости, когда трансляция обрывается и на экране вместо Эйприл О’Нил вдруг появляется Шреддер. Он и Крэнг захватили остров Манхеттен, подняв его целиком в воздух с намерением отправить в космос, и взяли Эйприл в заложники. Черепашки прибывают в Нью-Йорк, по пути уничтожая толпы роботов-солдат, попадают на остров Манхеттен, проникают на Технодром и освобождают Эйприл, но Шреддер убегает на космический корабль Крэнга. Черепашки проникают на борт корабля, где они сражаются с Крэнгом и Супер-Шреддером. Черепашки побеждают и Манхеттен возвращается к нормальной жизни.

## Геймплей
В TMNT III могут играть два игрока одновременно, причём каждый игрок управляет своим персонажем. Игрок может выбрать любую из четырёх черепах: Леонардо, Рафаэля, Микеланджело и Донателло, каждый из которых владеет своим определённым оружием. В игре доступны два режима многопользовательской игры, первый позволяет игрокам бить и ранить друг друга, другой отключает эту возможность:5. У игрока ограниченное количество жизней, которое истощается каждый раз, когда заканчивается его полоса здоровья. Если у одного игрока заканчиваются жизни, то он может использовать оставшиеся у второго игрока; это также возможно и в режиме для одного игрока. Игрок может сменить персонажа при каждой потери жизни. Игроку даётся три попытки на продолжение:6-7.
Управление почти не изменилось по сравнению с предыдущей игрой, с одной кнопкой для атаки и другой для прыжка. Черепахи теперь могут бросать противника путём зажатия кнопок «вниз» и «B». У каждой черепашки также есть специальная атака, которая осуществляется одновременным нажатием кнопок «B» и «A». При каждом её использовании теряется порция здоровья, за исключением последней:9-10.
Игра состоит из восьми уровней, начиная от флоридского пляжа, продолжая летающим островом Манхэттен и Технодромом, и заканчивая логовом Шреддера и космическим кораблём Крэнга:11-12. Обычные противники включают в себя солдат клана Фут, гигантских мышеловов и каменных воинов. Боссы игры состоят из злодеев мультсериала 1987 года, и включают в себя Шреддера, Крэнга и Бибопа с Рокстеди. В игре также появляются Токка и Рейзер из кинофильма «Черепашки-ниндзя II: Тайна изумрудного зелья», а финальным боссом является Супер-Шреддер из того же фильма.

## Издания
Игра была выпущена в Японии как Teenage Mutant Ninja Turtles 2: The Manhattan Project (яп. ティーンエージ・ミュータント・ニンジャ・タートルズ2 ザ・マンハッタ・ブロゾェク Ти:нэйдзи Мю:танто Ниндзя Та:торудзу Цу: Дза Манхаттан Пуродзэкуто), по той причине что оригинальная игра, Teenage Mutant Ninja Turtles была выпущена для Famicom под другим названием, что сказалось на нумерации последующих двух игр. Версия игры для PAL не выпускалась, хотя это не повлияло на нумерацию игр в серии (Teenage Mutant Hero Turtles IV для SNES).
Разница между версиями для Famicom и NES также заключалась в следующем:
- Для доступа к экрану опций в версии для NES требуется ввести код Konami, в то время как в версии для Famicom он доступен по умолчанию из главного меню. При вводе кода Konami в версии для Famicom отображается экран с поздравлением.
- В отличие от двух различных режимов для двух игроков в версии для NES, в версии для Famicom на экране опций установлена настройка, которая позволяет включать или выключать дружественный урон.
- В версии для Famicom были добавлены два дополнительных чит-кода: для выбора уровня и для увеличения количества доступных продолжений.

## Оценки
| Иноязычные издания       | Иноязычные издания |
| Издание                  | Оценка             |
| ------------------------ | ------------------ |
| AllGame                  | [ 5 ]              |
| Награды                  |                    |
| Издание                  | Награда            |
| Nintendo Power Award '92 | Best Overall Game  |

Журнал Electronic Gaming Monthly дал игре награду «Лучшая игра 1992 года для NES». Бретт Алан Уэйсс, редактор Allgame, охарактеризовал игру как «отличную, хорошо сделанную».

## Защита от взлома
Konami встроила в игру защиту от пиратства. Она срабатывает, если копирайты и логотипы «KONAMI» изменены или убраны с титульного экрана. В результате на некоторых нелегальных картриджах игра запускается в очень сложном режиме, где все враги и боссы становятся сильнее. Шреддер на Технодроме становится бессмертным. При нанесении ему последнего удара, красноватое мерцание фигурки босса, означающее скорую победу над ним, у Шреддера исчезает, и цикл повторяется снова.